# Mongolische Sprache
Die mongolische Sprache (in mongolischer Schrift: ᠮᠣᠩᠭᠣᠯ
ᠬᠡᠯᠡ, in kyrillischer Schrift: Монгол хэл) im engeren Sinne gehört gemeinsam mit einigen eng verwandten Sprachen (v. a. Burjatisch und Oiratisch/Kalmückisch) zur Familie der mongolischen Sprachen. Mongolisch wird je nach Schätzung von insgesamt ca. 4,5 bis 5 oder etwas mehr als 5 Millionen Menschen gesprochen, von denen etwas weniger als die Hälfte (je nach Schätzung 2 bis 2,4 Millionen) im Staat Mongolei, etwas mehr als die Hälfte (je nach Schätzung knapp 3 bis 3,4 oder 3,5 Millionen) im Autonomen Gebiet Innere Mongolei sowie in den angrenzenden Provinzen in China, und kleinere Gruppen in der Russland (vor allem in Burjatien, aber auch im benachbarten Tuwa) leben.
Es gibt zwei Standardvarietäten des Mongolischen: eine in der Inneren Mongolei, die in der traditionellen mongolischen Schrift geschrieben wird und dort Amtssprache neben Chinesisch ist, und die Amtssprache im Staat Mongolei, die in einem kyrillischen Alphabet geschrieben wird.

## Klassifikation und geografische Verteilung
Zur Klassifikation siehe auch: Mongolische Sprachen

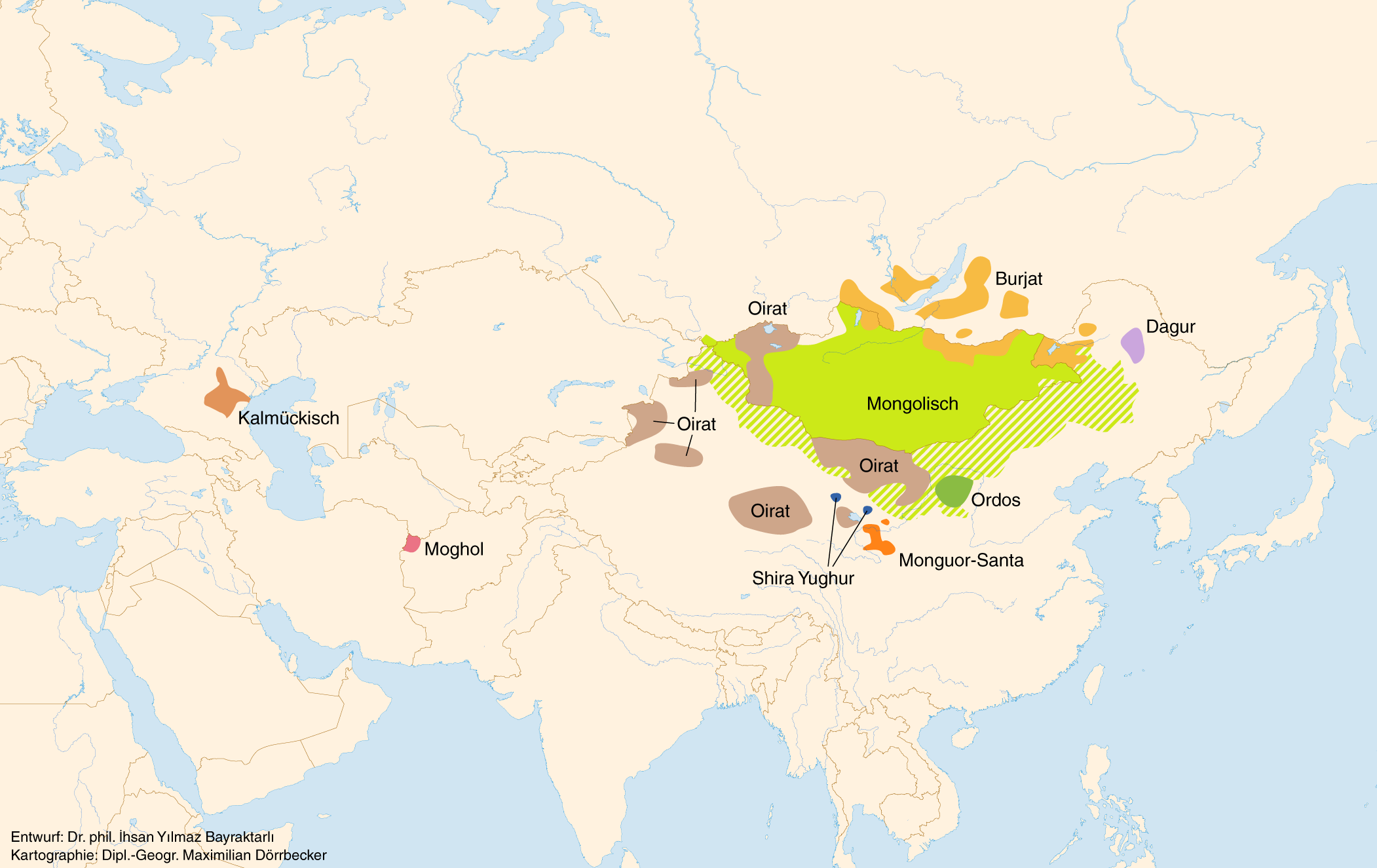
Geografische Verteilung der mongolischen Sprachen

Die Familie der mongolischen Sprachen kann man wie folgt unterteilen:
1. Der Dagur-Zweig im Nordosten besteht aus Dagur (Daur) mit mehreren Varianten (die Amur-, Nonni- und Hailar-Dialektgruppen sowie seit dem 18. Jahrhundert eine Diaspora im Ili-Gebiet).[9]
2. Der gemeinmongolische Zweig der mongolischen Sprachen umfasst Idiome in der traditionellen Heimat der Mongolen (der Mongolei), aber auch im Norden (Sibirien), Osten (Mandschurei/Nordostchina), Süden (Ordos) und Westen (Dsungarei). Es handelt sich um ein Dialektkontinuum, das von seinen Sprechern meist als eine gemeinsame mongolische Sprache verstanden wird.[9] Diese Auffassung teilen auch die meisten mongolischen Wissenschaftler im Staat Mongolei und in der Inneren Mongolei, ebenso wie die offizielle Kategorisierung der Volksgruppen in China, während russische und westliche Wissenschaftler zumindest Burjatisch und Oiratisch, häufig aber auch Ordos und Chamnigan als eigene Sprachen ansehen (s. u.). Das ist letztlich eine Frage der Definition und Terminologie.[10]
3. Der Shirongol-Zweig in Qinghai umfasst West-Yugur, Monguor, Bonan, Kangjia und Santa (Dongxiang).[10]
4. Der Moghol-Zweig in Afghanistan besteht aus Moghol mit mehreren (möglicherweise ausgestorbenen) Varianten.[10]

## Dialekte
1. Die Chalcha-Dialekte (mongolisch [xɑlx] ᠬᠠᠯᠬ ᠠ ‹qalq-a› / Халх ‹Xalx›) im Zentrum des Sprachgebietes umfassen ungefähr das Territorium des Staates Mongolei, aber auch einige Dialekte – v. a. Qahar ([ˈʧɑxɑ̆r] ᠴᠠᠬᠠᠷ ‹čaqar› / Цахар ‹Caxar›) – in der Inneren Mongolei. Sie sind die Grundlage der beiden modernen mongolischen Standardsprachen.[11]
2. Die Horqin-Dialekte ([ˈxɔrʧɪn] ᠬᠣᠷᠴᠢᠨ ‹qorčin› / Хорчин ‹Xorčin›) werden im Osten der Inneren Mongolei sowie in den benachbarten chinesischen Provinzen Liaoning, Jilin und Heilongjiang gesprochen.
3. Die Ordos-Dialekte ([ˈɔrdɔ̆s] ᠣᠷᠳᠣᠰ ‹ordos› / Ордос ‹Ordos›) wer[11] den auf dem Ordos-Plateau im Süden der Inneren Mongolei zwischen der Chinesischen Mauer und dem großen Bogen des Gelben Flusses (Huang He) gesprochen.[11]
4. Chamnigan (ᠬᠠᠮᠨᠢᠭᠠᠨ ‹qamniɣan›) wird im Nordosten, in den Tälern des Onon und des Argun im Grenzgebiet zwischen Russland (Transbaikal), China (Hulun Buir) und der Mongolei (Chentii-Aimag) gesprochen.[11]
5. Burjatisch ([ˈburɪɑd] ᠪᠤᠷᠢᠶᠠᠳ ‹buriyad›) wird im Norden, zu beiden Seiten des Baikalsees gesprochen, insbesondere in der Republik Burjatien, aber auch bis in die Mongolei und China (in den beiden Bargu-Bannern in Hulun Buir). Burjatisch ist heute eine eigene Schriftsprache,[11] die allerdings von den Burjaten in der Mongolei und in China nicht verwendet wird.[12]
6. Oiratisch ([œːrd] ᠣᠶᠢᠷᠠᠳ ‹oyirad›) hatte ursprünglich sein Zentrum in der Dsungarei im Norden des heutigen Xinjiang, wird aber bis in den westlichen Teil der Mongolei (Chowd-Aimag) und der Inneren Mongolei (Alxa) und im Norden von Qinghai (Haixi) gesprochen, außerdem von einer Diaspora in der Wolga-Region (Kalmückisch) und in der Mandschurei. Kalmükisch ist heute eine eigene Schriftsprache.[11]

## Standardvarietäten
Es gibt zwei Standardvarietäten des Mongolischen.

### Mongolei
Das Standardmongolische im Staat Mongolei beruht auf den nördlichen Chalcha-Dialekten, zu denen u. a. der Dialekt von Ulaanbaatar gehört, und wird in kyrillischer Schrift geschrieben.

### China
Das Standardmongolische in der Inneren Mongolei beruht auf dem Qahar-Dialekt der Chalcha-Dialektgruppe, den man im Xilin-Hoh-/Zhènglán-Banner spricht, und wird in der traditionellen mongolischen Schrift geschrieben.
Die Zahl der Mongolisch-Sprecher in China ist bis heute größer als im Staat Mongolei, wobei die Mehrheit der Mongolen in China einen der Horqin-Dialekte bzw. mehr als zwei Millionen von ihnen den Dialekt von Horqin selbst als Muttersprache haben, so dass die Horqin-Dialektgruppe ungefähr so viele Sprecher hat wie die Chalcha-Dialektgruppe im Staat Mongolei. Dennoch ist der Dialekt von Qahar, der heute nur ungefähr 100.000 Muttersprachler hat und zur Chalcha-Dialektgruppe gehört, die Grundlage des Standardmongolischen in China.

### Unterschiede
Zu den charakteristischen Unterschieden in der Aussprache der beiden Standardvarietäten zählen die Umlaute in der Inneren Mongolei und die palatalisierten Konsonanten in der Mongolei (s. u.) sowie die Spaltung der mittelmongolischen Affrikaten *ʧ (ᠴ ‹č›) und *ʤ (ᠵ ‹ǰ›) in ʦ (ц ‹c›) und ʣ (з ‹z›) versus ʧ (ч ‹č›) und ʤ (ж ‹ž›) in der Mongolei:
| Mittelmongolisch     | Innere Mongolei      | Mongolei           | Bedeutung |
| -------------------- | -------------------- | ------------------ | --------- |
| *ʧisu ᠴᠢᠰᠤ ‹čisu›    | [ʧʊs] ᠴᠢᠰᠤ ‹čisu›    | [ʦʊs] цус ‹cus›    | Blut      |
| *ʤam ᠵᠠᠮ ‹ǰam›       | [ʤɑm] ᠵᠠᠮ ‹ǰam›      | [dzɑm] зам ‹zam›   | Straße    |
| *oʧixu ᠣᠴᠢᠬᠤ ‹očiqu› | [ɔʧɪx] ᠣᠴᠢᠬᠤ ‹očiqu› | [ɔʧɪx] очих ‹očix› | gehen     |
| *ʤime ᠵᠢᠮ ᠡ ‹ǰim-e›  | [ʤim] ᠵᠢᠮ ᠡ ‹ǰim-e›  | [ʤim] жим ‹žim›    | Gesetz    |

Außerdem gibt es Unterschiede im Wortschatz und Sprachgebrauch: Im Staat Mongolei werden beispielsweise mehr Lehnwörter aus dem Russischen verwendet, in der Inneren Mongolei mehr Lehnwörter aus dem Chinesischen.

## Phonetik und Phonologie

### Konsonanten
Das Mongolische verfügt über folgende Konsonanten (in IPA und Entsprechungen in mongolischer (M) und kyrillischer Schrift (K), mit Transliteration in spitzen Klammern).
|                    |                    | bilabial      | bilabial | bilabial | labiodental | labiodental | labiodental | alveolar      | alveolar     | alveolar | retroflex | retroflex | retroflex | postalveolar       | postalveolar | postalveolar | palatal | palatal | palatal | velar/uvular | velar/uvular       | velar/uvular |
| IPA                | M                  | K             | IPA      | M        | K           | IPA         | M           | K             | IPA          | M        | K         | IPA       | M         | K                  | IPA          | M            | K       | IPA     | M       | K            |                    |              |
| Plosive            | nicht aspiriert    | b [p]~[b̥]~[β] | ᠪ ‹b›    | б        |             |             |             | d [t]~[d̥]     | ᠳ ‹d›        | д        |           |           |           |                    |              |              |         |         |         | ɡ [k]~[ɡ̊]    | ᠭ ‹ɣ› ᡎ ‹g›        | г            |
| Plosive            | aspiriert          | p [pʰ]        | ᠫ‹p›     | п        |             |             |             | t [tʰ]        | ᠲ ‹t›        | т        |           |           |           |                    |              |              |         |         |         | k [kʰ]       | ᠺ ‹k›              | к            |
| Affrikaten         | nicht aspiriert    |               |          |          |             |             |             | (ʣ [ʦ]~[d̥͡z̥])* | ᠽ ‹dz›       | з        | (dʐ)*     | ᡁ ‹zh›    |           | ʤ [ʨ]~[ʧ]~[d̥͡ʒ̊]~[ʦ] | ᠵ ‹ǰ›        | ж з          |         |         |         |              |                    |              |
| Affrikaten         | aspiriert          |               |          |          |             |             |             | (ʦ [ʦʰ])*     | ᠼ ‹ts›       | ц        | (tʂ)*     | ᡂ ‹ch›    |           | ʧ [ʨʰ]~[ʧʰ]~[ʦʰ]   | ᠴ ‹č›        | ц ч          |         |         |         |              |                    |              |
| Frikative          | stimmlos           |               |          |          | (f)*        | ᠹ ‹f ›      | ф           | s             | ᠰ ‹s›        | с        | (ʂ)*      | ᠱ ‹sh›    |           | ʃ                  | ᠱ ‹š›        | ш            |         |         |         | x [χ]        | ᠬ ‹q› ᠺ ‹k › ᠾ ‹h› | х            |
| Frikative          | stimmhaft          | w             | ᠸ ‹w›    | в        |             |             |             |               |              |          | (ʐ)*      | ᠿ ‹rh›    |           |                    |              |              |         |         |         |              |                    |              |
| Approximanten      | Approximanten      |               |          |          |             |             |             |               |              |          |           |           |           |                    |              |              | j       | ᠶ ‹y›   |         |              |                    |              |
| Nasale             | Nasale             | m             | ᠮ ‹m›    | м        |             |             |             | n             | ᠨ ‹n›        | н        |           |           |           |                    |              |              |         |         |         | ŋ            | ᠩ ‹ng›             | н            |
| Laterale Frikative | Laterale Frikative |               |          |          |             |             |             | l [ɬ]~[ɮ]     | ᠯ ‹l› ᡀ ‹lh› | л        |           |           |           |                    |              |              |         |         |         |              |                    |              |
| Vibranten          | Vibranten          |               |          |          |             |             |             | r             | ᠷ ‹r›        | р        |           |           |           |                    |              |              |         |         |         |              |                    |              |

* nur in Lehnwörtern

### Vokale
Das Mongolische verfügt über folgende Vokale:
| Vokal | Beispiel | Beispiel    | Beispiel    | Beispiel  | Vokal | Beispiel | Beispiel          | Beispiel        | Beispiel    |
| Vokal | IPA      | mongolisch  | kyrillisch  | Bedeutung | Vokal | IPA      | mongolisch        | kyrillisch      | Bedeutung   |
| ----- | -------- | ----------- | ----------- | --------- | ----- | -------- | ----------------- | --------------- | ----------- |
| i     | il       | ᠢᠯᠡ ‹ile›   | ил ‹il›     | »offen«   | iː    | ʧiːrs    | ᠴᠢᠭᠢᠷᠰᠦ ‹čigirsü› | чийрс ‹čijrs›   | »Bastmatte« |
| ɪ     | ʤɪr      | ᠵᠢᠷᠠ ‹ǰira› | (жар ‹žar›) | »sechzig« | ɪː    | ʧɪːrɑ̆ɡ   | ᠴᠢᠭᠢᠷᠠᠭ ‹čigiraɣ› | чийрэг ‹čijrėg› | »stämmig«   |
| ə     | ər       | ᠡᠷ ᠡ ‹er-e› | эр ‹ėr›     | »Mann«    | əː    | ʧəːʤ     | ᠴᠡᠭᠡᠵᠢ ‹čegeǰi›   | цээж ‹cėėž›     | »Brust«     |
| ɑ     | ɑrd      | ᠠᠷᠠᠳ ‹arad› | ард ‹ard›   | »Volk«    | ɑː    | ɑːʃ      | ᠠᠭᠠᠰᠢ ‹aɣaši›     | ааш ‹aaš›       | »Laune«     |
| ɔ     | ɔd       | ᠣᠳᠣᠨ ‹odon› | од ‹od›     | »Stern«   | ɔː    | xɔːsɔ̆n   | ᠬᠣᠭᠣᠰᠣᠨ ‹qoɣoson› | хоосон ‹xooson› | »leer«      |
| o     | od       | ᠣᠳᠣᠨ ‹ödön› | өд ‹öd›     | »Feder«   | oː    | xoːrŏɡ   | ᠬᠥᠭᠥᠷᠭᠡ ‹kögörge› | хөөрөг ‹xöörög› | »Brücke«    |
| ʊ     | ʊs       | ᠤᠰᠤ ‹usu›   | ус ‹us›     | »Wasser«  | ʊː    | ʊːl      | ᠠᠭᠤᠯᠠ ‹aɣula›     | уул ‹uul›       | »Berg«      |
| u     | us       | ᠦᠰᠦ ‹üsü›   | үс ‹üs›     | »Haar«    | uː    | uːl      | ᠡᠭᠦᠯᠡ ‹egüle›     | үүл ‹üül›       | »Wolke«     |

Ein Unterscheidungsmerkmal der mongolischen Dialekte ist das Auftreten von Umlauten in Silben, auf die ein /i/ folgt. In der Inneren Mongolei ist die Aussprache mit Umlautvokalen Standard; im Staat Mongolei ist die Aussprache ohne Umlautvokale Standard.
Beispiele für Wörter mit Umlaut in der Inneren Mongolei und ihre Entsprechung ohne Umlaut im Staat Mongolei:
| Umlaut | Beispiel | Beispiel    | Beispiel     | Entsprechung | Umlaut | Beispiel  | Beispiel                 | Beispiel   | Entsprechung          |
| Umlaut | IPA      | mongolisch  | Bedeutung    | kyrillisch   | Umlaut | IPA       | mongolisch               | Bedeutung  | kyrillisch            |
| ------ | -------- | ----------- | ------------ | ------------ | ------ | --------- | ------------------------ | ---------- | --------------------- |
| æ      | æm       | ᠠᠮᠢ ‹ami›   | „Leben“      | амь ‹am’›    | æː     | sæːn      | ᠰᠠᠶᠢᠨ ‹sayin›            | „gut“      | сайн ‹sajn›           |
| œ      | mœr      | ᠮᠣᠷᠢ ‹mori› | „Pferd“      | морь ‹mor’›  | œː     | xœːt      | ᠬᠣᠶᠢᠲᠤ ‹qoyitu›          | „nördlich“ | хойт ‹xojt›           |
|        |          |             |              |              | eː     | ərə̆ɡteː   | ᠡᠷᠡᠭᠲᠡᠢ ‹eregtei›        | „männlich“ | эрэгтэй ‹ėrėgtėj›     |
|        |          |             |              |              | øː     | boːrŏŋxøː | ᠪᠥᠭᠡᠷᠡᠩᠬᠡᠢ ‹bögerengkei› | „kugelig“  | бөөрөнхий ‹böörönxij› |
| ʏ      | ʏn       | ᠤᠨᠢ ‹uni›   | „Dachstrebe“ | унь ‹un’›    | ʏː     | tʏːl      | ᠲᠤᠶᠢᠯ ‹tuyil›            | „Pol“      | туйл ‹tujl›           |
|        |          |             |              |              | yː     | yːl       | ᠤᠶᠢᠯᠡ ‹üile›             | „Handlung“ | үйл ‹üjl›             |

Das Mongolische verfügt über eine Vokalharmonie. Dabei werden die Vokale in vordere (im mongolischen Sprachgebrauch weibliche), das sind /e/, /o/ und /u/, sowie hintere (mongolisch männliche), das sind /a/, /ɔ/ und /ʊ/, eingeteilt; /i/ ist neutral.
In einem Wort kommen in der Regel nur vordere oder nur hintere Vokale vor, /i/ kann mit beiden auftreten.
Viele Suffixe treten in vier verschiedenen Formen auf, wobei eine weitere Unterscheidung hinzukommt. Der Vokal des Suffixes richtet sich dabei nach dem letzten Vokal des Stammes und zwar nach folgendem Schema:
/a/, /ʊ/ → [a]
/e/, /o/ → [e]
/ɔ/ → [ɔ]
/o/ → [o]
/i/ wird dabei ignoriert, enthält ein Wort nur /i/, so erscheint [e].

### Betonung
Die Betonung liegt stets auf der ersten Silbe eines Wortes.

## Morphologie
Das Mongolische zeichnet sich durch eine fast durchweg suffigierende Morphologie aus und wird zu den agglutinierenden Sprachen gezählt. Weitere Details und konkrete Beispiele zur Nominal- und Verbalmorphologie im Artikel Mongolische Sprachen.

### Nomen
Für das mongolische Nomen ist vor allem die Kategorie Kasus relevant. Numerus spielt eine untergeordnete Rolle, Genus existiert nicht.

#### Kasus
Es werden für das Mongolische sieben oder acht Kasus angenommen, und zwar Nominativ, Genitiv, Dativ/Lokativ, Akkusativ, Ablativ, Instrumental, Komitativ und Allativ. Die Kasussuffixe variieren z. T. entsprechend der Vokalharmonie je nach den Vokalen des Stammes:
| Kasus         | Verwendung                                                            | Suffix                      | Suffix                                                          | Suffix                                  | Beispiele |
| Kasus         | Verwendung                                                            | IPA                         | mongolisch                                                      | kyrillisch                              | Beispiele |
| ------------- | --------------------------------------------------------------------- | --------------------------- | --------------------------------------------------------------- | --------------------------------------- | --- |
| Nominativ     | Subjekt; indefinites und nicht menschliches Objekt, Ortsbezeichnungen | –                           | –                                                               | –                                       | ᠠᠬ᠎ᠠ ‹aq-a› »älterer Bruder« ᠡᠭᠡ ‹eke› »Mutter« ᠤᠯᠤᠰ ‹ulus› »Staat« |
| Genitiv       | Attribut eines Nomens                                                 | ɪːn iːn æː eː œː            | ᠶᠢᠨ ‹yin› ᠦᠨ ‹un›/‹ün› ᠦ ‹u›/‹ü›                                | ийн ‹ijn› ын ‹yn› ий ‹ij› ы ‹y› н ‹n›   | ᠠᠬ᠎ᠠ ᠶᠢᠨ ‹aq-a-yin› »des älteren Bruders« ᠤᠯᠤᠰ ᠤᠨ ‹ulus-un› »des Staates« ᠬᠦᠮᠦᠨ ᠦ ‹kümün-ü› »des Menschen« |
| Dativ-Lokativ | indirektes Objekt; Ortsangabe, Ziel                                   | d t                         | ᠳᠤ ‹du›/‹dü› ᠲᠦ ‹tu›/‹tü› ( ᠳᠤᠷ ‹dur›/‹dür›) ( ᠲᠤᠷ ‹tur›/‹tür›) | д ‹d› т ‹t›                             | ᠠᠬ᠎ᠠ ᠳᠤ ‹aq-a-du› »dem Bruder« ᠪᠡᠢᠵᠢᠩ ᠳᠤ ‹beiǰing-dü› »in Beijing« ᠭᠠᠷ ᠲᠤ ‹ɣar-tu› »in der Hand« ᠠᠷᠠᠳ ᠲᠤ ‹arad-tu› »dem Volke«                                                                                                |
| Akkusativ     | definites oder menschliches direktes Objekt                           | (ɡ)ɪː (ɡ)iː ɪːɡ iːɡ         | ᠶᠢ ‹yi› ᠢ ‹i›                                                   | ыг ‹yg› ийг ‹ijg› г ‹g›                 | ᠰᠢᠷᠡᠭᠡᠨ ᠶᠢ ‹širegen-yi› »den Tisch« ᠰᠠᠨᠳᠠᠯᠢ ᠶᠢ ‹sandali-yi› »den Stuhl« ᠨᠥᠮ ᠢ ‹nom-i› »das Buch« ᠺᠦᠮᠦᠨ ᠢ ‹kümün-i› »den Menschen«                                                                                            |
| Instrumental  | Mittel, Werkzeug                                                      | (ɡ)ɑːr (ɡ)əːr (ɡ)ɔːr (ɡ)oːr | ᠪᠡᠷ ‹bar›/‹ber› ᠢᠶᠠᠷ ‹iyar›/‹iyer›                              | аар ‹aar› ээр ‹ėėr› оор ‹oor› өөр ‹öör› | ᠠᠬ᠎ᠠ ᠪᠠᠷ ‹aq-a-bar› »durch den Bruder« (erledigen lassen o. ä.) ᠰᠢᠷᠡᠭᠡ ᠪᠡᠷ ‹širegen-ber› »mit dem Tisch«, »mittels des Tisches« ᠭᠠᠷ ᠢᠶᠠᠷ ‹ɣar-iyar› »mit der Hand« ᠰᠠᠨᠠᠯ ᠢᠶᠠᠷ ‹sanal-iyar› »mit der Idee«, »mittels der Idee« |
| Ablativ       | Ausgangspunkt, Vergleich, Grund                                       | (ɡ)ɑːs (ɡ)əːs (ɡ)ɔːs (ɡ)oːs | ᠠᠴᠠ ‹ača›/‹eče›                                                 | аас ‹aas› ээс ‹ėės› оос ‹oos› өөс ‹öös› | ᠠᠬ᠎ᠠ ᠠᠴᠠ ‹aq-a-ača› »vom älteren Bruder« ᠰᠢᠷᠡᠭᠡᠨ ᠡᠴᠡ ‹širegen-eče› (größer o. ä.) »als der Tisch« ᠭᠠᠷ ᠠᠴᠠ ‹ɣar-ača› »aus der Hand« ᠤᠯᠤᠰ ᠠᠴᠠ ‹ulus-ača› »vom Staate«                                                           |
| Komitativ     | Begleiter, Ausdruck von Besitz                                        | tæː teː tœː tøː             | ᠲᠠᠢ ‹tai›/‹tei›                                                 | тай ‹taj› той ‹toj› тэй ‹tėj›           | ᠠᠬ᠎ᠠ ᠲᠠᠢ ‹aq-a-tai› »mit dem Bruder« ᠨᠥᠬᠥᠷ ᠲᠡᠢ ‹nökör-tei› »mit dem Genossen« ᠬᠦᠮᠦᠨ ᠲᠡᠢ ‹kümün-tei› »mit der Person« |
| Allativ       | Richtung                                                              | læː leː                     | ᠤᠷᠤᠭᠤ ‹uruɣu› ᠯᠤᠭ᠎ᠠ ‹luɣ‑a› ᠯᠦᠭᠡ ‹lüge›                          | руу ‹ruu› рүү ‹rüü› луу ‹luu› лүү ‹lüü› | |

#### Numerus
Numerusmarkierung ist im Mongolischen optional und wird eher selten verwendet. Bei Gebrauch von Zahlwörtern wird überwiegend kein Plural markiert.
Es gibt mehrere Pluralsuffixe, deren Gebrauch sich zum Teil nach phonologischen Kriterien richtet, meist aber nicht vorhersagbar ist.
| Suffix              | Suffix                           | Suffix                  | Verwendung                             | Beispiele                     | Beispiele                 | Beispiele      |
| IPA                 | mongolisch                       | kyrillisch              | Verwendung                             | mongolisch                    | kyrillisch                | Bedeutung      |
| ------------------- | -------------------------------- | ----------------------- | -------------------------------------- | ----------------------------- | ------------------------- | -------------- |
| nʊːd nuːd           | ᠨᠤᠭᠤᠳ ‹nuɣud› ᠨᠦᠭᠦᠳ ‹nügüd›      | нууд ‹nuud› нүүд ‹nüüd› | nach Konsonanten                       | ᠣᠶᠤᠲᠠᠨ ᠨᠤᠭᠤᠳ ‹oyutan-nuɣud›   | оюутнууд ‹ojuutnuud›      | »Studierte«    |
| nʊːd nuːd           | ᠨᠤᠭᠤᠳ ‹nuɣud› ᠨᠦᠭᠦᠳ ‹nügüd›      | нууд ‹nuud› нүүд ‹nüüd› | nach Konsonanten                       | ᠳᠠᠯᠠᠢ ᠨᠤᠭᠤᠳ ‹dalai-nuɣud›     | далайнууд ‹dalajnuud›     | »Meere«        |
| nʊːd nuːd           | ᠨᠤᠭᠤᠳ ‹nuɣud› ᠨᠦᠭᠦᠳ ‹nügüd›      | нууд ‹nuud› нүүд ‹nüüd› | nach Konsonanten                       | ᠰᠢᠪᠠᠭᠤᠨ ᠨᠤᠭᠤᠳ ‹šibaɣun-nuɣud› | шувуунууд ‹šuvuunuud›     | »Vögel«        |
| nʊːd nuːd           | ᠨᠤᠭᠤᠳ ‹nuɣud› ᠨᠦᠭᠦᠳ ‹nügüd›      | нууд ‹nuud› нүүд ‹nüüd› | nach Konsonanten                       | ᠰᠢᠷᠡᠭᠡᠨ ᠨᠤᠭᠤᠳ ‹širegen-nuɣud› | ширээнүүд ‹širėėnüüd›     | »Tische«       |
| ʊːd uːd             | ᠤᠳ ‹ud›/‹üd›                     | ууд ‹uud› үүд ‹üüd›     | nach Konsonanten, außer n              | ᠨᠥᠮ ᠤᠳ ‹nom-ud›               | номууд ‹nomuud›           | »Bücher«       |
| ʊːd uːd             | ᠤᠳ ‹ud›/‹üd›                     | ууд ‹uud› үүд ‹üüd›     | nach Konsonanten, außer n              | ᠪᠠᠭᠠᠲᠦᠷ ᠤᠳ ‹baɣatur-ud›       | баатарууд ‹baataruud›     | »Helden«       |
| ʊːd uːd             | ᠤᠳ ‹ud›/‹üd›                     | ууд ‹uud› үүд ‹üüd›     | nach Konsonanten, außer n              | ᠭᠡᠷ ᠦᠳ ‹ger-üd›               | гэрүүд ‹gerüüd›           | »Jurten«       |
| ʊːd uːd             | ᠤᠳ ‹ud›/‹üd›                     | ууд ‹uud› үүд ‹üüd›     | nach Konsonanten, außer n              | ᠭᠡᠤᠭᠡᠳ ᠦᠳ ‹keüked-üd›         | хүүхдүүд ‹xüüxdüüd›       | »Kinder«       |
| nɑr nər             | ᠨᠠᠷ ‹nar›/‹ner›                  | нар ‹nar› нэр ‹nėr›     | Personenbezeichnungen                  | ᠪᠠᠭᠰᠢ ᠨᠠᠷ ‹baqaši nar›        | багш нар ‹bagš nar›       | »Lehrer«       |
| nɑr nər             | ᠨᠠᠷ ‹nar›/‹ner›                  | нар ‹nar› нэр ‹nėr›     | Personenbezeichnungen                  | ᠡᠮᠴᠢ ᠨᠠᠷ ‹emči ner›           | эмч нэр ‹ėmč ner›         | »Ärzte«        |
| ʧʊːd ʧuːd ʧʊːl ʧuːl | ᠴᠤᠳ ‹čud›/‹čüd› ᠴᠤᠦᠯ ‹čul›/‹čül› | чууд ‹čuud› чүүд ‹čüüd› | Kollektive                             | ᠮᠣᠨᠭᠭᠣᠯᠴᠦᠳ ‹mongɣolčud›       | монголчууд ‹mongolčuud›   | »Mongolen«     |
| ʧʊːd ʧuːd ʧʊːl ʧuːl | ᠴᠤᠳ ‹čud›/‹čüd› ᠴᠤᠦᠯ ‹čul›/‹čül› | чууд ‹čuud› чүүд ‹čüüd› | Kollektive                             | ᠠᠩᠭᠢᠯᠢᠴᠦᠳ ‹anggiličud›        | англичууд ‹angličuud›     | »Briten«       |
| ʧʊːd ʧuːd ʧʊːl ʧuːl | ᠴᠤᠳ ‹čud›/‹čüd› ᠴᠤᠦᠯ ‹čul›/‹čül› | чууд ‹čuud› чүүд ‹čüüd› | Kollektive                             | ᠵᠠᠯᠠᠭᠤᠴᠳ ‹ǰalagučud›          | залуучууд ‹zaluučuud›     | »Jugendliche«  |
| ʧʊːd ʧuːd ʧʊːl ʧuːl | ᠴᠤᠳ ‹čud›/‹čüd› ᠴᠤᠦᠯ ‹čul›/‹čül› | чууд ‹čuud› чүүд ‹čüüd› | Kollektive                             | ᠡᠮᠡᠭᠲᠡᠢᠢᠴᠦᠳ ‹emengteyilčud›   | эмэгтэйчүүд ‹ėmėgtėjčüüd› | »Frauen«       |
| d                   | ᠊ᠳ ‹d›                           | д ‹d›                   | v. a. für Nomina auf -č(in) und -gč(i) | ᠠᠵᠢᠯᠴᠢᠳ ‹aǰilčid›             | ажилчид ‹ažilčid›         | »Arbeiter«     |
| d                   | ᠊ᠳ ‹d›                           | д ‹d›                   | v. a. für Nomina auf -č(in) und -gč(i) | ᠰᠡᠳᠬᠦᠯᠴᠢᠳ ‹sedqülčid›         | сэтгүүлчид ‹sėtgüülčid›   | »Journalisten« |
| d                   | ᠊ᠳ ‹d›                           | д ‹d›                   | v. a. für Nomina auf -č(in) und -gč(i) | ᠬᠠᠭᠠᠳ ‹qaɣad›                 | хаад ‹xaad›               | »Könige«       |
| d                   | ᠊ᠳ ‹d›                           | д ‹d›                   | v. a. für Nomina auf -č(in) und -gč(i) | ᠨᠥᠭᠥᠳ ‹nöqöd›                 | нөхөд ‹nöxöd›             | »Genossen«     |
| s                   | ᠊ᠰ ‹s›                           | с ‹s›                   | selten, nur für bestimmte Wörter       | ᠦᠢᠯᠡᠰ ‹üyiles›                | үйлс ‹üjls›               | »Taten«        |
| s                   | ᠊ᠰ ‹s›                           | с ‹s›                   | selten, nur für bestimmte Wörter       | ᠡᠷᠡᠰ ‹eres›                   | эрс ‹ėrs›                 | »Männer«       |
| s                   | ᠊ᠰ ‹s›                           | с ‹s›                   | selten, nur für bestimmte Wörter       | ᠨᠡᠷᠡᠰ ‹neres›                 | нэрс ‹nėrs›               | »Namen«        |
| s                   | ᠊ᠰ ‹s›                           | с ‹s›                   | selten, nur für bestimmte Wörter       | ᠠᠭᠤᠯᠠᠰ ‹aɣulas›               | уулс ‹uuls›               | »Berge«        |

Das Pluralsuffix steht vor dem Kasussuffix.

#### Possessiv-Suffixe
Neben der Möglichkeit, Personalpronomen im Genitiv als Possessivpronomen zu verwenden, verfügt das Mongolische über Suffixe, mit denen Besitz oder Zugehörigkeit ausgedrückt werden kann.
Die Possessivsuffixe stehen nach dem Kasussuffix.
- Reflexiv-possessiv: Mit dem Suffix -ɑːn/-əːn/-ɔːn/-oːn ᠪᠠᠨ ‹-ban›/‹-ben› bzw. ‍ᠢᠢᠠᠨ ‹-iyan›/‹iyen› wird die Zugehörigkeit zum Subjekt des Satzes ausgedrückt. Kann dieses Suffix gebraucht werden, so ist die Verwendung eines Possessivpronomens nicht möglich.
- Persönlich-possessiv: Gehört das Nomen nicht zum Subjekt des Satzes, so werden folgende Suffixe verwendet:

|           | Singular | Singular    | Singular    | Plural | Plural      | Plural      |
| 1. Person | min      | ᠮᠢᠨᠢ ‹mini› | минь ‹min’› | mɑn    | ᠮᠠᠨᠢ ‹mani› | мань ‹man’› |
| 2. Person | ʧin      | ᠴᠢᠨᠢ ‹čini› | чинь ‹čin’› | tɑn    | ᠲᠠᠨᠢ ‹tani› | тань ‹tan’› |
| 3. Person | n        | ᠨᠢ ‹ni›     | нь ‹n’›     | n      | ᠨᠢ ‹ni›     | нь ‹n’›     |

#### Pronomen
Eigene Personalpronomen existieren für die erste und zweite Person, für die dritte Person verwendet man die Demonstrativpronomen ‹ene› (diese(r)) und ‹tere› (jene(r)). Auch hier wird nicht nach Geschlecht unterschieden. In der zweiten Person Singular gibt es wie im Deutschen eine familiäre (‹či›) und eine höfliche Form (‹ta›). Im Plural wird zwischen einem inklusiven und einem exklusiven Wir unterschieden.
|           |           | Singular                                                                                          | Plural | Plural |
| inklusiv  | exklusiv  | Singular                                                                                          | | |
| 1. Person | 1. Person | ᠪᠢ ‹bi› / би ‹bi› ᠮᠢᠨᠤ ᠪᠠᠶ ᠠ ‹minü bey-e›                                                         | ᠪᠢᠳᠡ ‹bide› / бид[эн] ‹bid[ėn]› ᠪᠢᠳᠡᠨᠡᠷ ‹bidener› / бид нар ‹bid nar› ᠪᠢᠳᠡᠨᠤᠰ ‹bidenüs›                     | ᠮᠠᠨ ‹man› / ман ‹man› ᠮᠠᠨᠤᠰ ‹manus›                                                                         |
| 2. Person | vertraut  | ᠴᠢ ‹či› / чи ‹či›                                                                                 | ᠲᠠ ‹ta› ᠲᠠ ᠨᠠᠷ ‹ta nar› / та нар ‹ta nar› ᠲᠠᠨᠤᠰ ‹tanus› ᠲᠠᠳᠠᠨ ‹tadan›                                       | ᠲᠠ ‹ta› ᠲᠠ ᠨᠠᠷ ‹ta nar› / та нар ‹ta nar› ᠲᠠᠨᠤᠰ ‹tanus› ᠲᠠᠳᠠᠨ ‹tadan›                                       |
| 2. Person | höflich   | ᠲᠠ ‹ta› / та ‹ta›                                                                                 | ᠲᠠ ‹ta› ᠲᠠ ᠨᠠᠷ ‹ta nar› / та нар ‹ta nar› ᠲᠠᠨᠤᠰ ‹tanus› ᠲᠠᠳᠠᠨ ‹tadan›                                       | ᠲᠠ ‹ta› ᠲᠠ ᠨᠠᠷ ‹ta nar› / та нар ‹ta nar› ᠲᠠᠨᠤᠰ ‹tanus› ᠲᠠᠳᠠᠨ ‹tadan›                                       |
| 3. Person | nahe      | ᠡᠨᠡ ‹ene› / энэ ‹ėnė› ᠡᠨᠡ ᠺᠤᠮᠤᠨ ‹ene kümün› ᠡᠺᠤᠨ ‹egün› / үүн ‹üün›1                              | ᠡᠳᠡ ‹ede› / эд ‹ėd› ᠡᠳᠡᠨᠤᠰ ‹edenüs› / эднүүс ‹ėdnüüs›                                                       | ᠡᠳᠡ ‹ede› / эд ‹ėd› ᠡᠳᠡᠨᠤᠰ ‹edenüs› / эднүүс ‹ėdnüüs›                                                       |
| 3. Person | fern      | ᠲᠡᠷᠡ ‹tere› / тэр ‹tėr› ᠲᠡᠷᠡ ᠺᠤᠮᠤᠨ ‹tere kümün›                                                   | ᠲᠡᠳᠡ ‹tede› / тэд[эн] ‹tėd[ėn]› ᠲᠡᠳᠡᠨᠡᠷ ‹tedener› / тэд нар ‹tėd nar› ᠲᠡᠳᠡᠨᠤᠰ ‹tedenüs› / тэднүүс ‹tėdnüüs› | ᠲᠡᠳᠡ ‹tede› / тэд[эн] ‹tėd[ėn]› ᠲᠡᠳᠡᠨᠡᠷ ‹tedener› / тэд нар ‹tėd nar› ᠲᠡᠳᠡᠨᠤᠰ ‹tedenüs› / тэднүүс ‹tėdnüüs› |
| reflexiv  | reflexiv  | ᠣᠪᠡᠷ ᠢᠶᠡᠨ ‹öber-iyen› / өөрөө ‹ööröö› ᠣᠪᠡᠰᠤᠪᠡᠨ ‹öbesüben› ᠣᠪᠡᠷᠲᠡᠺᠡᠨ ‹öbertegen› / өөртөө ‹öörtöö› | ᠣᠪᠡᠷᠰᠡᠳ ᠢᠶᠡᠨ ‹öbersed-iyen›                                                                                 | ᠣᠪᠡᠷᠰᠡᠳ ᠢᠶᠡᠨ ‹öbersed-iyen›                                                                                 |

1 Stamm der obliquen Kasus von ᠡᠨᠡ ‹ene› / энэ ‹ėnė›.

### Adjektive
Adjektive unterscheiden sich morphologisch nicht von Substantiven: ‍ᠮᠣᠳᠤᠨ »Baum; hölzern«. In manchen Grammatiken werden daher beide als »Nomen« bezeichnet. Einige Formen sind jedoch typisch für Adjektive:
|              | Bildung                                | Beispiele                                        |
| ------------ | -------------------------------------- | ------------------------------------------------ |
| Grundform    | —                                      | ‍ᠤᠯᠠᠭᠠᠪᠲᠤᠷ »rot«, ‍ᠴᠠᠭᠠᠬᠠᠨ »weiß«, ᠥᠨᠳᠣᠷ »hoch«      |
| Abschwächung | Stamm + ‍ᠪᠲᠤᠷ                            | ‍ᠤᠯᠠᠭᠠᠪᠲᠤᠷ »rötlich«                               |
| Abschwächung | Stamm + ‍ᠢᠢᠨ (‍ᠭᠡᠨ)                        | ‍ᠴᠠᠭᠠᠬᠠᠨ »weißlich«, ‍ᠨᠡᠭᠡᠭᠡᠨ »ziemlich groß«        |
| Verstärkung  | Reduplikation mit Einschub von ‍‍ᠪ       | ‍‍ᠤ‍ᠪ ᠤᠯᠠᠭᠠᠨ »knallrot«                              |
| Verstärkung  | ‍‍ᠮᠠᠰᠢ + Stamm                           | ‍‍ᠮᠠᠰᠢ ᠰᠠᠶᠢᠨ »sehr gut«                            |
| Komparativ   | Vergleichsobjekt im Genitiv + Stamm    | ‍ᠠᠭᠤᠯᠠᠨ ᠡᠴᠡ ᠥᠨᠳᠣᠷ »höher als der Berg«             |
| Superlativ   | Stamm + ‍ᠬᠠᠮᠤᠨ ‍ᠤᠨ oder ‍ᠲᠣᠶᠢᠯ ‍ᠤᠨ             | ‍ᠬᠠᠮᠤᠨ ‍ᠤᠨ ᠭᠦᠨᠳᠤ »das Schwerste«                     |
| Superlativ   | Reduplikation mit Einschub von ‍ᠡᠴᠡ (‍ᠢᠢᠨ) | ‍ᠡᠷᠭᠢᠮᠡ ᠡᠴᠡ ᠡᠷᠭᠢᠮᠡ »das Hervorragendste von allen« |

### Verben
Das Mongolische verfügt über ein reichhaltiges Repertoire an Verbformen. Dabei unterscheidet man zwischen drei morphologischen Gruppen von Suffixen, die unterschiedliche Funktionen erfüllen. Sie werden allein oder in Kombination miteinander dazu verwendet, um Tempus, Aspekt und Modus auszudrücken. Außer den modalen Formen zeigen sie keine Kongruenz.
- Finite Verbformen können nur als Prädikat eines Hauptsatzes auftreten. Man unterscheidet ferner die Gruppen der Indikativformen und der Wunsch- und Befehlsformen.
- Konverben treten nur in Abhängigkeit auf. Entweder werden sie direkt von einem Verb eingebettet oder sie werden als Prädikat eines Nebensatzes gebraucht.
- Verbalnomen (oder auch "Partizipien") können als Prädikat eines Attributiv-, Komplement- oder (mit gewissen Einschränkungen) eines Hauptsatzes verwendet werden. Sie können wie Adjektive dekliniert werden und ersetzen in negierten Sätzen in der Regel die finiten Verben. Unstrittige Verbalnomen in der modernen Sprache sind -х (attributiv recht neutral, finit immer zusammen mit Partikeln und mit Futurbedeutung), -сан4 (Vergangenheit oder Perfektiv), -даг (hauptsächlich für wiederholte Handlungen), -аа (für andauernde Handlungen an einer Handvoll Verbstämmen; sonst nur negiert mit der Bedeutung „noch nicht“ oder mit einigen Modalpartikeln) und -маар4 (drückt Wunsch aus; attributiv teilweise abstrakter: сонсмоор дүү 1. ein Lied, das ich hören will 2. ein hörenswertes Lied).

Weitere Details im Artikel Mongolische Sprachen.

## Syntax
Die Syntax des Mongolischen zeichnet sich dadurch aus, dass sie größtenteils kopffinal ist, die Grundwortstellung im Satz ist also SOV, in Nominalphrasen steht das Nomen immer am Ende, und es werden Postpositionen verwendet.
- Die Wortstellung im Satz ist SOV. Die Reihenfolge der Satzglieder vor dem Verb kann zwar variieren, das Verb steht allerdings fast immer am Ende des Satzes, und Nebensätze müssen immer davor gestellt werden. Frage- und Modalpartikel stehen allerdings hinter dem Verb.
- In Nominalphrasen steht das Nomen eher am Ende. Adjektive, Genitiv-Attribute, Zahlwörter und Demonstrativa stehen davor, Berufsbezeichnungen etc. und kollektive Zahlwörter dahinter. Туяа Oюун хоёр T. O. zwei 'Tujaa und Ojuun', манай ухаантай Туяа дархан unser klug T. Schmied 'unsere kluge Schmiedin Tujaa', хоёр ном zwei Buch 'zwei Bücher'.

## Schriftformen
Hauptartikel: Mongolische Schriften
Die erste Schrift des Mittelmongolischen ist die vertikale uigurische Schrift, die am Ende des 12. Jahrhunderts übernommen und ans Mongolische angepasst wurde. Das älteste erhaltene Schriftzeugnis in Form einer Steininschrift stammt aus dieser Zeit. Das damals bedeutendste literarische Werk, die Geheime Geschichte der Mongolen, ist zwar nur in chinesischer Transkription überliefert, doch lassen sich trotzdem Rückschlüsse auf die Eigenheiten der damals verwendeten mittelmongolischen Sprache ziehen. Die klassische Form dieser traditionellen mongolischen Schrift wurde im 17. Jahrhundert fixiert. Sie wird bis heute in der Inneren Mongolei verwendet.
Die offizielle Schrift der mongolischen Yuan-Dynastie in China war die tibetische Phags-pa-Schrift (1269–1368), aber auch die chinesische Schrift wurde für mongolische Texte intensiv benutzt. Vom 13. bis 15. Jahrhundert gibt es mongolische Texte in arabischer Schrift. Im Laufe der Zeit wurden noch mehrere andere Schriftsysteme vorgeschlagen, wie etwa die von Dsanabadsar entwickelte Sojombo-Schrift.
Im Jahre 1930 wurde in der Mongolischen Volksrepublik die Einführung des lateinischen Alphabets beschlossen, wurde jedoch nur kurz angewendet. Nach offizieller Wiedereinführung der lateinischen Schrift im Jahre 1941 wurde lediglich einen Monat später auf sowjetischem Druck das russisch-kyrillische Alphabet mit den zusätzlichen Buchstaben für /ö/ und /ü/ eingesetzt, während in Kalmückien und Burjatien die kyrillische Schrift (mit Veränderungen) bereits seit vier Jahren im Gebrauch war.
Seit 1984 wird die klassische Schrift in der Mongolei wieder an den Oberschulen gelehrt. Sie wird häufig für Firmenschilder, Logos und ähnliche dekorative Zwecke verwendet, für alles andere weiterhin das kyrillische Alphabet.
In der Inneren Mongolei blieb die traditionelle Schrift unangefochten, bis die Regierung des Autonomen Gebietes Mitte der 1950er Jahre eine kyrillische Schriftsprache vorschlug. Ab 1957 war der generelle Trend in China jedoch, Minderheitensprachen in lateinischer Schrift zu schreiben und die Einführung des Kyrillischen wurde ad acta gelegt. Nach dem Bruch zwischen China und der Sowjetunion stand die Einführung der kyrillischen Schrift nicht mehr zur Disposition und auch die Pläne für eine Lateinschrift wurden nicht weiter verfolgt, so dass in der Inneren Mongolei bis heute die traditionelle mongolische Schrift verwendet wird.

### Allgemeine Darstellungen
- Mongolian language. In: Christopher P. Atwood: Encyclopedia of Mongolia and the Mongol Empire. Facts On File, New York 2004, ISBN 0-8160-4671-9.
- Juha A. Janhunen: Mongolian. John Benjamins, 2012.
- Jan-Olof Svantesson: Khalkha. In: Juha Janhunen (Hrsg.): The Mongolic Languages. Routledge, London 2003, S. 154–176.
- Dàobù 道布 [ᠳᠣᠪᠣ]: Měnggǔyǔ jiǎnzhì 《蒙古语简志》. Rénmín chūbǎnshè 人民出版社, Peking 1982.
- Борис Яковлевич Владимирцов: Сравнительная грамматика монгольского письменного языка и халхаского наречия. Введение и фонетика. Наука, Leningrad 1929. Chinesische Übersetzung von Chén Wěi 陈伟 und Chén Péng 陈鹏: Ménggǔ shūmiànyǔ yǔ Kā’ěrkā fāngyán bǐjiào yǔfǎ 《蒙古书面语与喀尔喀方言比较语法》. Qīnghǎi rénmín chūbǎnshè 青海人民出版社, Xīníng 1988; ISBN 9787225001371.

### Phonologie
- Jan-Olof Svantesson: The Phonology of Mongolian. Oxford University Press, Oxford 2005.

### Grammatik
- Bātúbāyǎ’ěr 巴图巴雅尔: Měnggǔ yǔfǎ chūchéng 《蒙古语法初程》 / . ᠥᠪᠥᠷ
ᠮᠣᠨᠭᠭᠣᠯ ᠤᠨ
ᠰᠤᠷᠭᠠᠨ
ᠬᠦᠮᠦᠴᠢᠯ ᠤᠨ
ᠬᠡᠪᠯᠡᠯ ᠤᠨ
ᠭᠣᠷᠢᠶ ᠠ / Nèiménggǔ jiàoyù chūbǎnshè 内蒙古教育出版社, Hohhot 1991.
- Karl Rudolf Bittigau: Mongolische Grammatik. Entwurf einer Funktionalen Grammatik (FG) des modernen, literarischen Chalchamongolischen. Otto Harrassowitz, Wiesbaden 2003.
- Stanisław Godziński: Współczesny jęyzk mongolski. Dialog, Warschau 1998.
- Dandii-Yadamyn Tserenpil, Rita Kullmann: Mongolian Grammar. Hongkong 1996, ²2001; Ulaanbaatar ³2005, 42008.
- ᠪ᠂
ᠷᠢᠨᠴᠢᠨ: ᠮᠣᠨᠭᠭᠣᠯ
ᠪᠢᠴᠢᠭ᠌ ᠤᠨ
ᠬᠡᠯᠡᠨ ᠦ
ᠵᠦᠢ. ᠥᠪᠥᠷ
ᠮᠣᠨᠭᠭᠣᠯ ᠤᠨ
ᠠᠷᠠᠳ ᠣᠨ
ᠬᠡᠪᠯᠡᠯ ᠤᠨ
ᠭᠣᠷᠢᠶ ᠠ / Nèi Ménggǔ rénmín chūbǎnshè 内蒙古人民出版社, Hohhot 1990.
- Qīnggé’ěrtài 清格尔泰: Měnggǔyǔ yǔfǎ 《蒙古语语法》. ᠥᠪᠥᠷ
ᠮᠣᠨᠭᠭᠣᠯ ᠤᠨ
ᠠᠷᠠᠳ ᠣᠨ
ᠬᠡᠪᠯᠡᠯ ᠤᠨ
ᠭᠣᠷᠢᠶ ᠠ / Nèi Ménggǔ rénmín chūbǎnshè 内蒙古人民出版社, Hohhot 1991.

### Wörterbücher
- Hans-Peter Vietze: Wörterbuch Mongolisch-Deutsch. 2. Neuauflage. DAO-Verlag, Berlin 2006.
- Hans-Peter Vietze: Wörterbuch Deutsch-Mongolisch. Neuauflage. DAO-Verlag, Berlin 2008.
- ᠮᠣᠨᠭᠭᠣᠯ
ᠬᠢᠲᠠᠳ
ᠲᠣᠯᠢ / Měng-Hàn cídiǎn 《蒙汉词典》. ᠥᠪᠥᠷ
ᠮᠣᠨᠭᠭᠣᠯ ᠤᠨ
ᠶᠡᠬᠡ
ᠰᠤᠷᠭᠠᠭᠤᠯᠢ ᠶᠢᠨ
ᠬᠡᠪᠯᠡᠯ ᠤᠨ
ᠭᠣᠷᠢᠶ ᠠ / Nèi Ménggǔ dàxué chūbǎnshè 内蒙古大学出版社, Hohhot 1999; ISBN 7-81074-000-8.
- ᠰᠢᠨ᠎ᠡ
ᠮᠣᠨᠭᠭᠣᠯ
ᠬᠢᠲᠠᠳ
ᠲᠣᠯᠢ / Xīn Měng-Hàn cídiǎn 《新蒙汉词典》 / Шинэ Монгол–Хятад толь. Shāngwù yìnshūguǎn 商务印书馆 Peking 2002, ISBN 7-100-01966-4.
- ᠭᠠᠯᠰᠠᠩᠫᠤᠩᠰᠣᠭ / Галсанпунцаг: ᠺᠢᠷᠢᠯ –
ᠮᠣᠩᠭᠣᠯ
ᠬᠠᠳᠠᠮᠠᠯ
ᠲᠣᠯᠢ / Кирилл–Монгол хадмал толь. ᠥᠪᠥᠷ
ᠮᠣᠨᠭᠭᠣᠯ ᠤᠨ
ᠰᠤᠷᠭᠠᠨ
ᠬᠦᠮᠦᠴᠢᠯ ᠤᠨ
ᠬᠡᠪᠯᠡᠯ ᠤᠨ
ᠭᠣᠷᠢᠶ ᠠ / Өвөр Монголын сурган хүмүүжлийн хэвлэлийн хороо, Hohhot 2004, ISBN 7-5311-5844-2.

### Lehrbücher
- Hans-Peter Vietze: Lehrbuch der mongolischen Sprache. 5. Auflage. Verlag Enzyklopädie, Leipzig 1988.
- ᠪᠢᠷᠢᠨᠲᠡᠭᠦᠰ: ᠮᠣᠨᠭᠭᠣᠯ
ᠬᠡᠯᠡᠨ ᠦ
ᠵᠥᠪ
ᠳᠠᠭᠤᠳᠠᠯᠭ᠋ ᠠ
ᠵᠥᠪ
ᠪᠢᠴᠢᠯᠭᠡ ᠶᠢᠨ
ᠲᠣᠯᠢ. ᠥᠪᠥᠷ
ᠮᠣᠨᠭᠭᠣᠯ ᠤᠨ
ᠰᠤᠷᠭᠠᠨ
ᠬᠦᠮᠦᠴᠢᠯ ᠤᠨ
ᠬᠡᠪᠯᠡᠯ ᠤᠨ
ᠭᠣᠷᠢᠶ ᠠ / Nèi Ménggǔ jiàoyù chūbǎnshè 内蒙古教育出版社, Hohhot 2005.